# سیارک ۲۶۲۳
سیارک ۲۶۲۳ (به انگلیسی: 2623 Zech، نامگذاری:A919SA) دو هزار و ششصد و بیست و سومین سیارک کشف شده‌است که در ۲۲ سپتامبر ۱۹۱۹ و در هایدلبرگ کشف شد.
قدر مطلق سیارک برابر ۱۳٫۱۰ است.